# (13928) Aaronrogers
(13928) Aaronrogers ist ein Asteroid, der am 26. Oktober 1987 vom Lowell-Observatorium in Flagstaff, Arizona, USA entdeckt wurde.
Der Asteroid wurde am 28. September 2004 nach Aaron Rogers benannt, der von 1937 bis 1970 an der Emanuel School in London Mathematik unterrichtete und mit dem Entdecker bekannt war.